# Tibellus zhui
Tibellus zhui là một loài nhện trong họ Philodromidae.
Loài này thuộc chi Tibellus. Tibellus zhui được Guo Tang & Da-xiang Song miêu tả năm 1989.